# Olivier Krumbholz
Olivier Krumbholz (n. 12 iulie 1958, în Longeville-lès-Metz) este un fost handbalist francez și actual  antrenor de handbal, în prezent antrenorul principal al echipei naționale feminine a Franței. Începând din 1999, el a obținut cu echipa franceză nouă medalii la mari competiții internaționale, din care două de aur, la Campionatele Mondiale din 2003 și 2017, și una de argint, la Jocurile Olimpice din 2016. Practic toate medaliile din istoria echipei de handbal feminin a Franței au fost câștigate avându-l pe Krumbholz ca antrenor principal.

## Carieră
Olivier Krumbholz a evoluat timp de 10 sezoane ca handbalist în campionatul național francez 1A, la echipa Stade messin étudiants club (SMÉC Metz), unde a jucat alături de frații săi Jean-Paul și Pierre. În 1983, el a fost chiar selecționat de 9 ori în echipa Franței.
În 1986, la doar 28 de ani, el pune punct carierei de jucător și devine antrenorul echipei de handbal feminin ASPTT Metz, cu care va câștiga 5 titluri naționale între 1989 și 1995.
Numit la conducerea echipei naționale feminine de tineret a Franței între 1992 și 1998, el i-a succedat apoi lui Carole Martin ca antrenor principal la echipa națională de senioare, unde a rămas până în iunie 2013. Sub conducerea sa, echipa Franței a ajuns până în finala Campionatului Mondial din 1999, a câștigat apoi primul titlu mondial în 2003 și a disputat încă două finale, în 2009 și 2011. Olivier Krumbholz a fost concediat de la echipa Franței în 2013, fiind înlocuit cu Alain Portes.
Krumbholz este rechemat la națională în 2016, succedându-i lui Alain Portes, demis din cauza rezultatelor slabe ale selecționatei. Schimbarea a permis echipei Franței să câștige prima sa medalie olimpică, argintul la Rio de Janeiro 2016, și medalia de bronz la Campionatul European din 2016, apoi să obțină un al doilea titlu mondial, la Campionatul Mondial din 2017.

## Palmares

### Jucător
- 9 selecții în echipa A a Franței;[6]

### Antrenor de club
- Campionatul Franței:
  -  Câștigător: 1989, 1990, 1993, 1994, 1995 (cu ASPTT Metz)

- Cupa Franței:
  -  Câștigător: 1990, 1994 (cu ASPTT Metz)

### Antrenor la echipa națională
- Jocurile Olimpice:
  -  Medalie de argint: 2016 (antrenor principal)

- Campionatul Mondial:
  -  Medalie de aur: 2003, 2017 (antrenor principal)
  -  Medalie de argint: 1999, 2009, 2011 (antrenor principal)

- Campionatul European:
  -  Medalie de bronz: 2002, 2006, 2016 (antrenor principal)

### Alte activități
Olivier Krumbholz a luat parte la programul „Bien Manger, C'est Bien Joué !” (în română Mâncat bine, jucat bine), lansat în 2005 de Fundația de Sport. El a participat la realizarea de filme adresate tinerilor sportivi pentru a-i învăța bazele unei alimentații adaptate la efortul fizic.
Începând din 2013, Krumbholz a fost director sportiv al Campionatului Mondial din 2017.

## Viața privată
Olivier este soțul Corinnei Krumbholz, fostă internațională și căpitan al echipei feminine a Franței, pe care a pregătit-o atunci când era antrenor la ASPTT Metz.